# Conehatta
Conehatta es un lugar designado por el censo del Condado de Newton, Misisipi, Estados Unidos. Según el censo de 2000 tenía una población de 997 habitantes y una densidad de población de 24.2 hab/km².

## Demografía
Según el censo de 2000, había 997 personas, 297 hogares y 231 familias residiendo en la localidad. La densidad de población era de 24,2 hab./km². Había 319 viviendas con una densidad media de 7,8 viviendas/km². El 16,25% de los habitantes eran blancos, el 7,22% afroamericanos, el 76,03% amerindios, el 0,30% de otras razas y el 0,20% pertenecía a dos o más razas. El 1,50% de la población eran hispanos o latinos de cualquier raza.
Según el censo, de los 297 hogares en el 50,8% había menores de 18 años, el 37,0% pertenecía a parejas casadas, el 32,7% tenía a una mujer como cabeza de familia, y el 22,2% no eran familias. El 18,5% de los hogares estaba compuesto por un único individuo, y el 9,1% pertenecía a alguien mayor de 65 años viviendo solo. El tamaño promedio de los hogares era de 3,36 personas y el de las familias de 3,68.
La población estaba distribuida en un 40,1% de habitantes menores de 18 años, un 12,6% entre 18 y 24 años, un 27,4% de 25 a 44, un 13,7% de 45 a 64, y un 6,1% de 65 años o mayores. La media de edad era 24 años. Por cada 100 mujeres había 84,3 hombres. Por cada 100 mujeres de 18 años o más, había 81,5 hombres.
Los ingresos medios por hogar en la localidad eran de 31.406 dólares ($), y los ingresos medios por familia eran 24.063 $. Los hombres tenían unos ingresos medios de 25.667 $ frente a los 21.719 $ para las mujeres. La renta per cápita para la ciudad era de 9.343 $. El 42,1% de la población y el 45,4% de las familias estaban por debajo del umbral de pobreza. El 50,1% de los menores de 18 años y el 0,0% de los habitantes de 65 años o más vivían por debajo del umbral de pobreza.

## Geografía
Según la Oficina del Censo de los Estados Unidos, Conehatta tiene un área total de 41,4 km² de los cuales 41,2 km² corresponden a tierra firme y 0,2 km² a agua. El porcentaje total de superficie con agua es 0,56%.